# Phaeoblemma contracta
Phaeoblemma contracta är en fjärilsart som beskrevs av Walker 1865. Phaeoblemma contracta ingår i släktet Phaeoblemma och familjen nattflyn. Inga underarter finns listade i Catalogue of Life.